# Héloïse de Joinville
Héloïse (ou Héluyse) de Joinville est une abbesse, morte en 1312.
Sœur de Jean de Joinville, elle épouse Jean Ier de Faucogney. Devenue veuve avant 1261, elle fonde l'abbaye de Montigny-lès-Vesoul en 1286.